# Slađana Bukovac
Slađana Bukovac (* 18. September 1971 in Glina) ist eine kroatische Journalistin und Autorin.
Slađana Bukovac besuchte das Gymnasium in Sarajevo und begann danach das Studium der Kunstgeschichte und der Vergleichenden Literaturwissenschaft in Zagreb. Sie ist Journalistin im Kulturressort des Kroatischen Rundfunks, außerdem schreibt sie Kunstkritik und „Faction“-Prosa. Zwei Monate nach dem 11. September 2001 beteiligte sie sich in Paris an der Gründung einer Zeitschrift über arabische Literatur.
Im Jahr 2004 beteiligte sie sich am Literaturprojekt „Switch - Balkan Enter“, an dem Autoren vom Balkan und aus Skandinavien teilnahmen. Bukovac' Roman „Die Reisenden“ bekam den „Slavić“-Preis des kroatischen Schriftstellerverbandes für das beste Erstlingsbuch des Jahres 2003. In der Begründung, die der Dichter Tonko Maroević, Mitglied der Kroatischen Akademie der Wissenschaften und Künste, verfasst hat, heißt es:

„Die thematische Dominante ist zweifelsohne die Liebe, die Motivation der Beziehungen ist ernsthaft und tiefgreifend. Die Verflechtung verschiedener narrativer Stränge stellt interessante Parallelen und Kontraste zwischen den Kulturen her, vor allem jene zwischen dem europäischen Norden und Süden, ihr Ausdruck ist dabei raffiniert und psychologisch überzeugend, ihr Stil wohldurchdacht und frei von jedem Versuch, durch leere Effekte Aufmerksamkeit zu erregen. Im Gegenteil, die beherrschte Spannung und die dichte anspielungsreiche Sprache (voller gelungener Assoziationen und komplexer imaginärer Anknüpfungen) verleihen ihrem Werk eine außerordentliche Stellung innerhalb der zeitgenössischen kroatischen Literatur.“

## Werke
- Die Reisenden. Aus dem Kroat. übers. von Hedi Blech-Vidulić. Kitab-Verlag, Klagenfurt/Wien 2006, ISBN 3-902005-69-6.
- Nijedan pauk nije savršen. (Gedichte) AGM, Zagreb 2005, ISBN 953-174-253-7.